# Psiguria warmingiana
Psiguria warmingiana är en gurkväxtart som först beskrevs av Célestin Alfred Cogniaux, och fick sitt nu gällande namn av Charles Jeffrey. Psiguria warmingiana ingår i släktet Psiguria och familjen gurkväxter. Inga underarter finns listade i Catalogue of Life.